# Cyathea crenulata
Cyathea crenulata är en ormbunkeart som beskrevs av Bl. Cyathea crenulata ingår i släktet Cyathea och familjen Cyatheaceae. Inga underarter finns listade.